# Václav Vorlíček
Václav Vorlíček, född 3 juni 1930 i Prag, död 5 februari 2019 i Prag, var en tjeckisk filmregissör och manusförfattare. Han utbildade sig till regissör 1951–1956 vid filmakademin i Prag. Han är mest känd för sina komedier samt barn- och familjefilmer som ofta hämtat inspiration från folksagor och science fiction. Hans film Askungen och de tre nötterna, efter Božena Němcovás version av Askungen, har blivit en jultradition i Tyskland, Schweiz och Norge, där den visas på TV varje jul.

## Filmregi i urval
- Kdo chce zabít Jessii? (1966)
- Konec agenta W4C prostřednictvím psa pana Foustky (1967)
- Pane, vy jste vdova! (1971)
- Flicka med kvast (1972)
- Askungen och de tre nötterna (1973)
- Jak utopit dr. Mráčka aneb Konec vodníků v Čechách (1975)
- Hur man väcker prinsessor (1978)
- Arabela (1979)
- Princ a Večernice (1979)